# سن-موریس-د-بینوست
سن-موریس-د-بینوست (به فرانسوی: Saint-Maurice-de-Beynost) یک کمون در فرانسه با جمعیت ۳٬۸۶۸ نفر است که در Canton of Miribel واقع شده‌است.